# 2018년 2월 이스라엘-시리아 사건
2018년 2월 이스라엘-시리아 사건은 2018년 2월 10일 발생했다.

## 같이 보기
- 시리아 내전